# Jocurile Olimpice de vară din 1952
A XV-a ediție a Jocurilor Olimpice s-a desfășurat la Helsinki, Finlanda în perioada 19 iulie - 3 august 1952. Helsinki a fost desemnat să organizeze Jocurile Olimpice în detrimentul orașelor Amsterdam, Atena, Lausanne, Stockholm și cinci orașe americane: Chicago, Detroit, Los Angeles și Philadelphia la cea de-a 40-a sesiune CIO în 21 iunie 1947. Helsinki a fost ales să organizeze Olimpiada din 1940 dar ea a fost anulată din cauza celui de-Al Doilea Război Mondial. Ceremonia a fost deschisă de președintele Finlandei, Juho Kusti Paasikivi.
Au participat 69 de țări și 4.925 de sportivi care s-au întrecut în 149 de probe din 17 sporturi.

## Sporturi olimpice
| - Atletism - Baschet - Box - Caiac canoe - Canotaj - Ciclism | - Echitație - Fotbal - Gimnastică - Haltere - Handbal (demonstrativ) - Hochei pe iarbă | - Lupte - Natație - Navigație - Pentatlon modern - Pesäpallo (demonstrativ) - Polo pe apă | - Sărituri în apă - Scrimă - Tir |

## Clasamentul pe medalii
(Țara gazdă apare cu aldine.)
| Jocurile Olimpice 1952 |                            |     |        |       |       |
| Poz.                   | Țară                       | Aur | Argint | Bronz | Total |
| 1                      | Statele Unite ale Americii | 40  | 19     | 17    | 76    |
| 2                      | Uniunea Sovietică          | 22  | 30     | 19    | 71    |
| 3                      | Ungaria                    | 16  | 10     | 16    | 42    |
| 4                      | Suedia                     | 12  | 13     | 10    | 35    |
| 5                      | Italia                     | 8   | 9      | 4     | 21    |
| 6                      | Cehoslovacia               | 7   | 3      | 3     | 13    |
| 7                      | Franța                     | 6   | 6      | 6     | 18    |
| 8                      | Finlanda                   | 6   | 3      | 13    | 22    |
| 9                      | Australia                  | 6   | 2      | 3     | 11    |
| 10                     | Norvegia                   | 3   | 2      | 0     | 5     |

## România la JO 1952
|         | Aur | Argint | Bronz | Total |
| ------- | --- | ------ | ----- | ----- |
| România | 1   | 1      | 2     | 4     |

România a ocupat poziția a 23-a în clasamentul pe medalii

### Aur
- Iosif Sîrbu — tir, pușcă calibru mic 40 de focuri

### Argint
- Vasile Tiță — box, cat. mijlocie (75 kg)

### Bronz
- Gheorghe Fiat — box, semiușoară (60 kg)
- Gheorghe Lichiardopol — tir, pistol viteză